# Nicola Riezzo
Nicola Riezzo (ur. 11 grudnia 1904 w Squinzano, prowincji Lecce we Włoszech, zm. 20 sierpnia 1998) – włoski biskup, sługa boży Kościoła katolickiego.

## Życiorys
21 sierpnia 1927 roku został wyświęcony na kapłana; 29 czerwca 1958 roku został wyświęcony na biskupa w Castellaneta. W dniu 28 kwietnia 1969 roku został przeniesiony na stolicę arcybiskupią w Otranto. Zmarł 20 sierpnia 1998 roku mając 93 lata. Obecnie trwa jego proces beatyfikacyjny.